# 21970 Тіл
21970 Тіл (21970 Tyle) — астероїд головного поясу, відкритий 1 грудня 1999 року.
Тіссеранів параметр щодо Юпітера — 3,564.